# Flesh of My Flesh, Blood of My Blood
| Críticas profissionais | Críticas profissionais |
| Avaliações da crítica  | Avaliações da crítica  |
| Fonte                  | Avaliação              |
| ---------------------- | ---------------------- |
| Allmusic               | link                   |
| Entertainment Weekly   | (B+) link              |
| Rolling Stone          | link                   |
| The Source             | (favorável) link       |
| Sputnikmusic           | link                   |
| USA Today              | link                   |

Flesh of My Flesh, Blood of My Blood é o segundo álbum lançado em 1998 do rapper DMX. Entrou nas paradas como o número um (e ficou lá por 3 semanas consecutivas) com impressionantes 670,000 unidades vendidas na primeira semana. O álbum eventualmente vendeu 3,417,000 cópias e ganhou certificação de platina tripla nos EUA. DMX lançou seu álbum de estreia It's Dark and Hell Is Hot também em 1998. Ele é o segundo rapper a ter dois álbuns lançados no mesmo ano que estrearam na primeira posição da Billboard 200, o primeiro sendo Tupac Shakur em 1996 com seus álbuns All Eyez on Me e The Don Killuminati: The 7 Day Theory.

## Lista de faixas
| #  | Título                               | Produtor(es)     | Participação(ões)    | Duração | Sample(s)                                                                                             |
| -- | ------------------------------------ | ---------------- | -------------------- | ------- | --- |
| 1  | My Niggas (Skit)                     | Swizz Beatz      |                      | 1:27    | |
| 2  | Bring Your Whole Crew                | P. Killer Trackz | P. Killer Trackz     | 3:40    | |
| 3  | Pac Man (Skit)                       |                  |                      | 0:56    | |
| 4  | Ain't No Way                         | Swizz Beatz      |                      | 4:49    | |
| 5  | We Don't Give a Fuck                 | Irv Gotti, Rebel | Jadakiss, Styles P   | 4:07    | |
| 6  | Keep Your Shit the Hardest           | Swizz Beatz      | Swizz Beatz          | 4:48    | |
| 7  | Coming From                          | P. Killer Trackz | Mary J. Blige        | 5:13    | |
| 8  | It's All Good                        | Swizz Beatz      |                      | 4:17    | • Contains a sample of "Heartbeat" (Taana Gardner)                                                    |
| 9  | The Omen                             | Swizz Beatz      | Marilyn Manson       | 4:56    | • Contains an interpolation of "Damien" (Earl Simmons, Damon Blackman), as performed by DMX           |
| 10 | Slippin'                             | DJ Shok          |                      | 5:05    | • Contains a sample of "Moonstreams" (Grover Washington, Jr.), as performed by Grover Washington, Jr. |
| 11 | No Love 4 Me                         | Swizz Beatz      | Drag-On, Swizz Beatz | 4:00    | |
| 12 | Dogs for Life                        | Dame Grease      |                      | 5:31    | |
| 13 | Blackout                             | Swizz Beatz      | Jay-Z, The L.O.X.    | 5:00    | |
| 14 | Flesh of My Flesh, Blood of My Blood | Swizz Beatz      | Swizz Beatz          | 4:32    | |
| 15 | Heat                                 | Swizz Beatz      | Swizz Beatz          | 4:07    | |
| 16 | Prayer II/Ready to Meet Him          | Swizz Beatz      |                      | 7:24    | |

## Paradas
| Parada (1998)                         | Maior posição |
| ------------------------------------- | ------------- |
| Canadian Albums Chart                 | 28            |
| U.S. Billboard 200                    | 1             |
| U.S. Billboard Top R&B/Hip-Hop Albums | 1             |